# Animal symbolicum
Animal symbolicum («символическое животное») — определение человека, предложенное немецким неокантианцем Эрнстом Кассирером.
Со времён Аристотеля человек традиционно определялся как «разумное животное» (лат. animal rationale). Однако Кассирер утверждал, что выдающаяся характеристика человека заключается не в его метафизической или физической природе, а, скорее, в его работе. Человечество не может быть познано непосредственно, а должно быть познано через анализ символической вселенной, которую исторически создал человек. Таким образом, человек должен быть определён как символическое животное. Исходя из этого, Кассирер стремился понять человеческую природу, исследуя символические формы во всех аспектах человеческого опыта. Его видение представлено в трёхтомнике «Философия символических форм» (1923 — 1929) и кратко изложено в его «Очерке о человеке».
У. Дж. Т. Митчелл использовал этот термин в своём эссе о «представлении»:

«Человек для многих философов, как древних так и современных, является «репрезентативным животным», homo symbolicum [sic], существом, отличительной чертой которого является создание и манипулирование знаками-вещами, которые обозначают или заменяют что-то другое».